# Aristide Guarneri
Aristide Guarneri (Cremona, 1938. március 7. –) Európa-bajnok olasz labdarúgó, hátvéd, edző.

## Pályafutása

### Klubcsapatban
A Juventina csapatában kezdte a labdarúgást. Az 1956–57-es idényben a Codogno, az 1957–58-as szezonban a Como játékosa volt. 1958-ban szerződött az Internazionale együtteséhez. Három olasz bajnoki címet szerzett a csapattal (1962–63, 1964–65, 1965–66) illetve tagja volt az 1963–64-es és 1964–65-ös BEK-győztes csapatnak. Az 1967–68-as idényben a Bologna, az 1968–69-es szezonban a Napoli labdarúgója volt, majd egy idényre visszatért az Interhez. 1970 és 1973 között a Cremonese csapatában szerepelt és 1973-ban itt fejezte be az aktív labdarúgást.

### A válogatottban
1963 és 1968 között 21 alkalommal szerepelt az olasz válogatottban és egy gólt szerzett. Részt vett az 1966-os angliai világbajnokságon. 1968-ban Európa-bajnok lett a válogatottal.

### Edzőként
Az 1973–74-es idényben utolsó klubja a Cremonese szakmai stábjának a tagja volt. Az 1980–81-es idényben Sant'Angelo, majd a következő szezonban a Parma segédedzője volt. Az 1982–83-as idényben a Viadana, az azt követő idényben a Soresinese vezetőedzőjeként tevékenykedett. Az 1984–85-ös szezonra visszatért a Sant'Angelo együtteséhez, mint vezetőedző. 1986-ban Fiorenzuola szakmai munkáját irányította. Az 1991–92-esidényben egykori klubja az Internazionale segédedzőjeként tevékenykedett.

## Sikerei, díjai
Olaszország
- Európa-bajnokság
  - aranyérmes: 1968, Olaszország

 Internazionale
- Olasz bajnokság (Serie A)
  - bajnok: 1962–63, 1964–65, 1965–66
- Bajnokcsapatok Európa-kupája (BEK)
  - győztes: 1963–64, 1964–65
- Interkontinentális kupa
  - győztes: 1964, 1965